# Diosig
Diosig, ou Bihardiószeg en hongrois, est une commune roumaine du județ de Bihor, en Transylvanie, dans la région historique de la Crișana et dans la région de développement Nord-Ouest.

## Géographie
La commune de Diosig est située dans le nord du județ, à la frontière avec la Hongrie, sur le Ier canalisé avant qu'il ne pénètre en territoire hongrois et ne se jette dans la Barcău. La commune est située à 10 km au sud-ouest de Săcueni et à 31 km au nord d'Oradea, le chef-lieu du județ.
La municipalité est composée des deux villages suivants, nom hongrois, (population en 2002) :
- Diosig, Bihardiószeg (6 326), siège de la commune ;
- Ianca, Jankafalva (270).

## Histoire
La première mention écrite du village de Diosig date de 1291 sous le nom de Gyoszeg.
La commune, qui appartenait au royaume de Hongrie, en a donc suivi l'histoire.
Après le compromis de 1867 entre Autrichiens et Hongrois de l'empire d'Autriche, la principauté de Transylvanie disparaît et, en 1876, le royaume de Hongrie est partagé en comitats. Diosig intègre le comitat de Bihar (Bihar vármegye).
À la fin de la Première Guerre mondiale, l'Empire austro-hongrois disparaît et la commune rejoint la Grande Roumanie au traité de Trianon.
En 1940, à la suite du deuxième arbitrage de Vienne, elle est annexée par la Hongrie jusqu'en 1944, période durant laquelle sa communauté juive est pratiquement exterminée par les nazis. Elle réintègre la Roumanie après la Seconde Guerre mondiale au traité de Paris en 1947.
En 2003, les villages de Mihai Bravu, Roșiori et Vaida se séparent de la commune de Diosig pour créer la nouvelle commune de Roșiori.

## Politique
| Parti | Parti                                      | Sièges |
| ----- | ------------------------------------------ | ------ |
|       | Parti social-démocrate (PSD)               | 4      |
|       | Parti national libéral (PNL)               | 2      |
|       | Union démocrate magyare de Roumanie (UDMR) | 9      |

## Religions
En 2002, la composition religieuse de la commune était la suivante :
- Réformés, 53,41 % ;
- Chrétiens orthodoxes, 27,70 % ;
- Catholiques romains, 8,17 % ;
- Pentecôtistes, 4,86 % ;
- Adventistes du septième jour, 2,20 % ;
- Baptistes, 1,50 % ;
- Grecs-Catholiques, 0,73 %.

## Démographie
La commune fait partie des communes du județ à majorité hongroise. Cette majorité était écrasante au début du XXe siècle, elle s'est fortement réduite depuis. Jusqu'en 2002, les statistiques démographiques incluent les villages de Mihai Brani, Roșiori et Vaida qui s'en sont séparés depuis.
En 1910, à l'époque austro-hongroise, la commune comptait 9 104 Hongrois (98,75 %) et 106 Roumains (1,15 %).
En 1930, on dénombrait 7 148 Hongrois (70,58 %), 2 462 Roumains (24,44 %), 207 Roms (2,06 %), 194 Juifs (1,93 %), 12 Allemands (0,12 %) et 11 Slovaques (0,11 %).
En 1956, après la Seconde Guerre mondiale, 7 651 Hongrois (67,94 %) côtoyaient 3 472 Roumains (30,98 %), 73 Tsiganes (0,65 %) et 34 Juifs (0,30 %).
En 2002, la commune comptait 5 458 Hongrois (56,54 %), 3 150 Roumains (32,63 %) et 1 033 Roms (10,70 %). On comptait à cette date 2 160 ménages et 2 302 logements.
| 1880  | 1890  | 1900  | 1910  | 1920  | 1930   | 1941  | 1956   | 1966   |
| ----- | ----- | ----- | ----- | ----- | ------ | ----- | ------ | ------ |
| 7 875 | 8 423 | 8 953 | 9 219 | 8 834 | 10 075 | 9 321 | 11 208 | 11 308 |

| 1977   | 1992  | 2002  | 2007  | - | - | - | - | - |
| ------ | ----- | ----- | ----- | - | - | - | - | - |
| 11 180 | 9 442 | 9 653 | 6 912 | - | - | - | - | - |

## Économie
L'économie de la commune repose sur l'agriculture (vigne notamment) et l'élevage. On compte également une unité de confection et de fabrication de chaussures.

## Communications

### Routes
Diosig est située sur la route nationale DN19 (Route européenne 671) Oradea-Satu Mare.

### Voies ferrées
Diosig est desservie par la ligne Oradea-Satu Mare des Chemins de fer roumains.

## Lieux et monuments
- Diosig, château Zichy datant de 1701, construit par les comtes Zichy, derniers propriétaires du village ;
- Diosig, église réformée datant du début du XVIIe siècle, qui possèdent des orgues romantiques de 1831 ;
- Diosig, église orthodoxe de Románfalu datant de 1830.